# Адам Міцкевич
А́дам-Бе́рнард Міцке́вич (пол. Adam Bernard Mickiewicz; 24 грудня 1798, заміський маєток Заосся (нині Брестська область, Білорусь) біля Новогрудка, Литовська губернія, Російська імперія — 26 листопада 1855, Стамбул, Османська імперія) — один із найвидатніших польських поетів, письменник, діяч польського національно-визвольного руху. Засновник романтизму в польській літературі, польської романтичної драми. У Західній Європі його порівнюють з Джорджем Байроном і Йоганном Гете. Під час свого життя в Парижі був професором слов'янської літератури в «Колеж де Франс». В основному відомий як автор поетичної новели  «Дзяди» (пол. Dziady) та польського національного епосу «Пан Тадеуш» (пол. Pan Tadeusz), який є останнім великим епосом шляхетської культури Речі Посполитої. Міцкевича вважають національним героєм Польщі.

## Життєпис

### Походження
Народився на хуторі Заосся, біля Новогрудка чи в Новогрудку, нині Білорусь, у сім'ї мінського комірника (геометра-мірника), адвоката (при судах новогрудських) та збіднілого шляхтича Миколи Міцкевича. Мати поета походила з шляхетного роду Маєвських. Є також припущення, що мати поета походила з сім'ї вихрещених євреїв-франкістів.
Хоча Адама Міцкевича і вважають польським поетом, бо всі його твори написані польською мовою, однак його походження й досі точно не встановлено.

Він себе окреслював поляком: 
«Ważne rzeczy, mój bracie! Wojna tuż nad nami! Wojna o Polskę! bracie! Będziem Polakami!»
 Деякі автори описують його як «польсько-литовського» поета, інші ж через місце народження вважають його білорусом[джерело?].

### Початок творчості та революційної діяльності
Рано втративши батька, Адам Міцкевич з раннього дитинства привчався до самостійного життя. У 1815 році був зарахований «казеннокоштним» студентом Віленського університету.
У 1822 та 1823 роках за допомогою близьких друзів Міцкевич у Вільно видав перший том творів, до якого увійшли його балади та романси. Ідеї та теми, започатковані в баладах, Міцкевич розвинув згодом у своїх великих творах цього періоду: у поемах «Ґражина» і «Дзяди» (2 і 4 частини), що увійшли до другого тому його творів. Патріотичний сюжет балади «Світязь» — про подвиг народу, що загинув, але не поступився ворогові, перегукується із сюжетом поеми «Ґражина», у якій описана героїчна боротьба литовського народу проти хрестоносців. В основу сюжету поеми «Ґражина» покладений реальний епізод з історії Литви початку XV століття, коли князь Новогрудка Литавор замислив зрадити литовського князя Вітольда через те, що той не хотів йому повернути місто Ліду, посаг його дружини Ґражини. Вона взяла зброю Литавора й стала до бою проти тевтонських лицарів, під час котрого гине. Литавор мстив за неї, убив командора й спокутав свою провину, зійшовши на багаття разом зі своєю дружиною. Історичний сюжет під пером Міцкевича набув романтичного забарвлення. Він яскраво, пристрасно оспівав подвиг відважної героїні.
Перший віршований збірник Міцкевича («Поезія», т. 1, 1822 рік) став маніфестом романтичного напрямку в польській літературі. До 2-го тому «Поезії» (1823 рік) увійшла романтична поема «Гражина», що поклала початок жанру так званої польської поетичної повісті — написана на сюжет з історії Литви, вона утверджувала подвиг і самопожертву героїчної особистості. До другого тому поезії Міцкевича також були включені 2 і 4 частини драматичної поеми  «Дзяди». Перша частина поеми залишилася незавершеною, третя частина з'явилася через десять років і мала самостійний характер. Прототипом Адольфа з III частини «Дзядів» був товариш автора, поет Адольф Янушкевич. У передмові до другої частини Міцкевич пояснив назву поеми: «Дзяди — це назва урочистого обряду, що його донині практикує простий люд у багатьох місцевостях Литви, Пруссії, Курляндії в пам'ять „дзядів“, тобто померлих предків». Міцкевича полонила в цьому старовинному обряді не лише романтична таємничість, особлива роль долі у земних справах людей. У перших частинах «Дзядів» вже помітна соціальна схема, яка надалі буде основною в творчості Міцкевича.
У жовтні 1823 року за організацію та участь у підпільних товариствах його заарештували і після тривалого слідства восени 1824 року засудили до різного ступеня покарань. Спочатку його вислали у віддалені губернії Польщі. Організацію, до якої належав Міцкевич, викрили царські шпигуни та їхні польські посіпаки — «Філоматів» і близьких до них «філаретів». Зрештою Міцкевича не вислали до Сибіру, не спровадили до війська — йому надалі наказали вирушити до Петербурга. Згодом у листопаді 1824 року він прибув до Петербурга, звідки потрапив у Одесу, де працював вчителем у Рішельєвському ліцеї. В Україні він перебував понад дев'ять місяців, постійно цікавлячись суспільним і культурним життям, фольклором та історією. Тут він написав більшість своїх сонетів, в тому числі «Кримських», балади «Воєвода» і «Дозор».
У 1825 році при переїзді на роботу до Москви у Харкові познайомився з відомим письменником Петром Гулаком-Артемовським, внаслідок чого український письменник написав баладу «Твардовський» українською мовою за мотивами балади Міцкевича «Пані Твардовська». У Москві Адам Міцкевич посів посаду чиновника канцелярії генерал-губернатора. Восени 1826 року поет знайомиться з членами журналу «Московскій телеграфъ», поетами і письменниками.
Відбулося знайомство Міцкевича з російським поетом Олександром Пушкіним. Після переїзду Міцкевича у квітні 1828 році до Петербурга вони з Пушкіним стали найкращими друзями, ходили на літературні вечори, ділилися враженнями про прочитані твори. Міцкевич переклав вірші Пушкіна польською мовою. У журналах і альманахах протягом 1826—1830 років друкувалися твори Міцкевича: балади, «Сонети», «Фарис», «Конрад Валленрод», «Дзяди». Епіграфом до циклу «Кримських сонетів» стали слова Ґете: «Хто хоче зрозуміти поета, повинен поїхати в його країну».

### В еміграції
За поему «Конрад Валленрод» Міцкевича знову починають переслідувати. Він врятувався виїхавши за кордон у травні 1829 року. Ця подія була фатальною в його житті: після цього поет вже ніколи не міг повернутися до Литви та Польщі. Після невдалої спроби взяти участь у повстанні 1831 року на декілька місяців зупинився в Дрездені. У 1832 році Міцкевич приїхав до Парижа, співпрацював з польською та литовсько-білоруською еміграцією, зайнявся політичною публіцистикою. У 1839—1840 роках він викладав латинську літературу в Лозанні. У 1840 році став першим професором слов'янської словесності у Французькому Колежі. У 1840–1842 роках Міцкевич читав там курс слов'янської літератури. У 1841 році потрапив під вплив проповідника польського месіанства Анджея Товянського. За пропаганду його поглядів французький уряд у 1845 році відсторонив Міцкевича від читання лекцій. У 1852 році його відправили у відставку. Останні роки життя Адам Міцкевич провів у великій скруті. Тільки в 1852 році йому вдалося знайти роботу бібліотекаря книгозбірні Арсенал у Парижі.

### Особисте життя

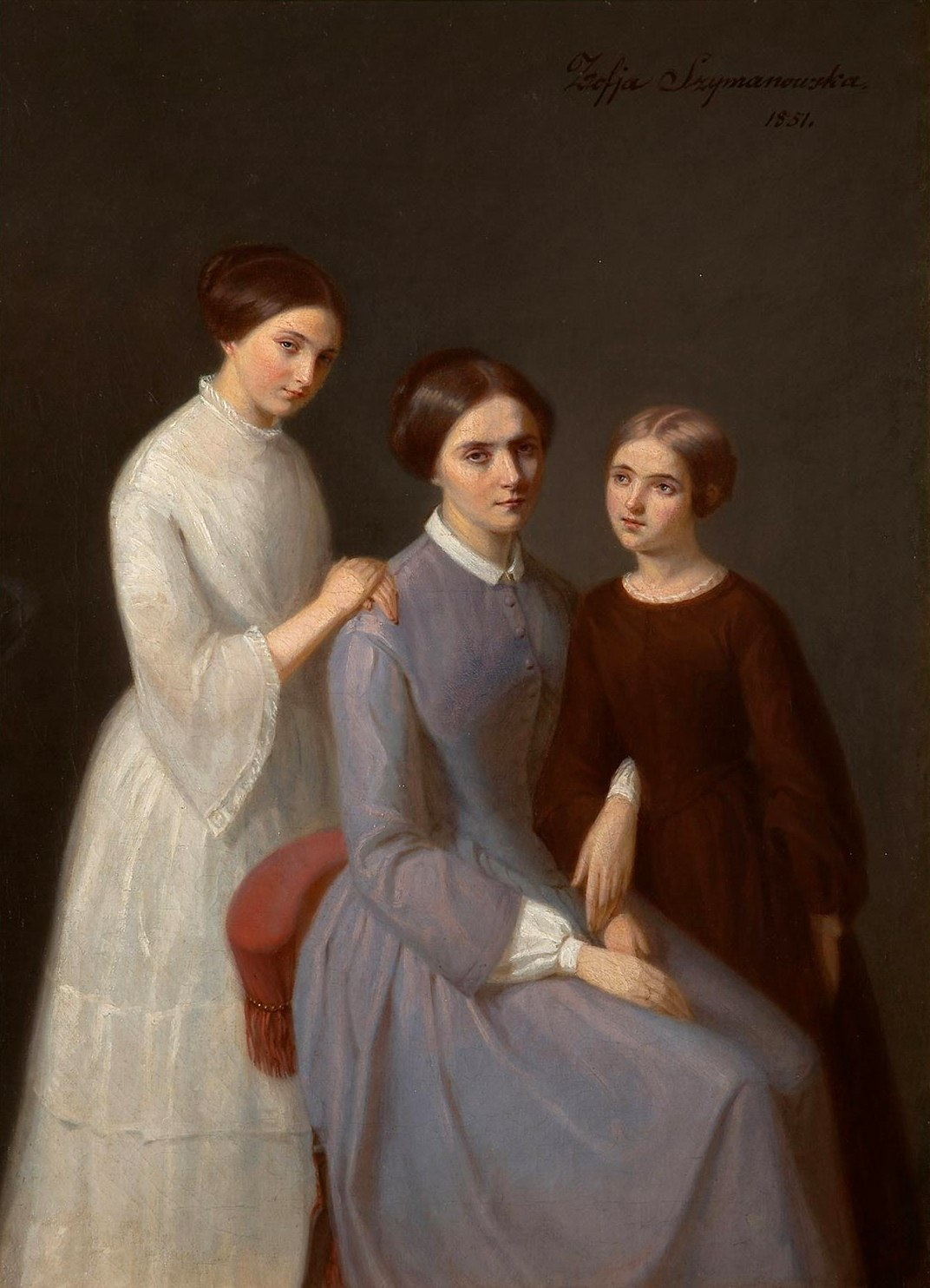
Целіна Міцкевич з дочками

У студентські роки, а саме під час літніх канікул 1818 року, у маєтку Верещаків у Тугановичах Міцкевич познайомився з Марією Верещак, дочкою Антонія Верещака, маршалка шляхти Новогрудського повіту і Франтішки Анкут, дочки судді в Бересті. До маєтку Адам приїхав разом з Томашем Заном на запрошення друзів — братів Марії. Дівчина була заручена з графом Вавжинцем Путкамером, тому не могла продовжувати стосунки з Адамом. Марія написала Міцкевичу прощального листа, після якого він навіть думав про самогубство.
У 1827 році Міцкевич познайомився з відомою піаністкою, якою навіть захоплювався Бетховен, своєю співвітчизницею Марією Шимановською. Вони стали коханцями, хоча Марія була старшою на 9 років. Вона мала двох дочок — Гелену й Целіну (16.7.1812—5.3.1855), до якої пізніше посватався поет. Вони одружилися 22 липня 1834 року й мали дітей:
- Марію (названа на честь першого кохання Міцкевича);
- Гелену;
- Владислава (1838—1926) — видатного діяча польської еміграції;
- Юзефа (1850—1938);
- Александра,
- Яна.

Целіна хворіла, її доглядав Міцкевич, а іноді жінку шпиталізовували до психлікарні. Її поховали спочатку на паризькому цвинтарі «Пер-Лашез», а потім перепоховали на цвинтарі Ле-Шампо в Монморансі.

### Останні роки життя
У вересні 1855 року, в часи Кримської війни, після смерті дружини та залишивши неповнолітніх дітей, Міцкевич виїхав до Константинополя з метою організовувати польські підрозділи (Польський Легіон), а також складений з євреїв Єврейський легіон для боротьби з царською Росією. Раптово 26 листопада 1855 помер у помешканні Михайла Чайковського під час епідемії холери (найімовірніше внаслідок цієї хвороби, хоча теж з'явилися здогадки, що міг бути отруєним миш'яком підкупленим російськими дипломатами кухарем або померти через інсульт). Його поховали в тимчасовій могилі у Стамбулі. У будинку на вулиці Татлі Бадем Сокак № 23, де мешкав, у пам'ять сотої річниці з дня його смерті, був відкритий музей. Перпендикулярно цій вулиці проходить вулиця, яку назвали на його честь. Згодом його останки у 1855 році перевезли до Парижа та поховали на цвинтарі у Монморансі, а в червні 1890 року перепоховали у Вавельських підземеллях у Кракові. При ексгумації праху в Монморансі відбувся прощальний мітинг тогочасної польської еміграції в Парижі, на якому виступив від імені поляків з Литви Антоні Богданович, в майбутньому чоловік всесвітньо відомої художниці, народженої та вихованої у Златополі, Анни Білінської.

## Міцкевич і фантастика
Низку фантастичних, зокрема фентезійних, елементів містить найвідоміша книга Міцкевича «Пан Тадеуш». Проте безпосереднє відношення до наукової фантастики має його рукопис «Історія майбутнього» (пол. Historia przyszłości) — одне з піонерських досягнень європейської наукової фантастики. Автор, за наполяганням друзів, знищив рукописи, бо їх публікація могла на їх думку завдати шкоди польському договору. Як передбачали, твір являв собою дуже серйозне бачення майбутнього, що ішло врозріз від сучасної суспільно-політичної ситуації. Збереглися лише окремі фрагменти та кілька карт, що зберігаються в музеї Міцкевича в Парижі.

## Міцкевич і українська культура
Творчість Адама Міцкевича відома в Україні з 20-30-х років XIX століття завдяки перекладам і переспівам Петра Гулака-Артемовського, Левка Боровиковського, Опанаса Шпигоцького. Поезією Адама Міцкевича захоплювався Тарас Шевченко. Згодом його твори переклали Іван Франко, Леся Українка, Максим Рильський, Микола Бажан, Андрій Малишко, Іван Драч, Борис Тен, Леонід Первомайський та інші. Переклад архітвору Міцкевича, великої епічної поеми «Пан Тадеуш», який здійснював Максим Рильський від середини 1930-х до початку 1960-х років, одноголосно визнаний фахівцями за найкращу інтерпретацію поеми іншою мовою.
У 2018 році поетеса і перекладач з Кам'янця-Подільського Юлія Лискун зробила переклад «Кримських сонетів» Адама Міцкевича, до якого ввійшов досі невідомий широкому загалу читачів, дев'ятнадцятий сонет «Яструб», і що до перекладів Максима Рильського не потрапив, залишаючись недописаним автором і за його життя не друкувався. Він був узятий з так званого "Альбому Петра Мошинського, — польського громадського діяча, колекціонера та мецената[джерело?].

## Твори

### Поеми
- «Фарис»
- «Конрад Валленрод»
- «Дзяди»
- «Гражина»
- «Світязь»
- «Пан Тадеуш»

### Сонети
- «Кримські сонети»
- «Любовні сонети»

## Переклади українською
- Адам Міцкевич. В дружньому домі / W przyjacielskim domu. Переклад з польської: ?. — Львів: Каменяр, 1994. — 191 с. — ISBN 5-7745-0557-Х.
- Міцкевич Адам. Пан Тадеуш / Переклад з польської: Максим Рильський; передмова: Роман Смаль-Стоцький. — Варшава: Український Науковий Інститут, 1934. — 260 с.
- Адам Міцкевич. Вибране. — Київ: Молодь, 1955. — 150 с.
- Адам Міцкевич. Вибране. — Київ: Школа, 2005. — 460 с.
- Адам Міцкевич. Вибрані твори: В 2 т. — Т. 2 / А. Міцкевич; пер. с польс. М. Рильський. — Київ: Державне видавництво художньої літератури, 1955. — 278 с.
- Адам Міцкевич. Вибране (Вірші; Балади і романси; Сонети; Кримські сонети; Гражина: поема; Конрад Валленрод; Поминки; Пан Тадеуш); упоряд., вступ. Г. Д. Вервес. — Київ: Музична Україна, 1976. — 165 с. — (Шкільна бібліотека: серію засновано 1964).
- Адам Міцкевич. Ода молодості: поетичні твори: Для ст. шк. віку: Пер. з пол. / А. Міцкевич; упоряд., передм. Г. Вервес, худ. І. Лаптєва. — Київ: Веселка, 1984. — 142 с.
- Міцкевич Адам. Вибрані поезії / Адам Міцкевич. — Київ: Держлітвидав України, 1946. — 232 с.
- Міцкевич Адам. Вибрані поезії / Адам Міцкевич. — Київ: Радянський письменник, 1948. — 201 с.
- Міцкевич Адам. Вибрані поезії / Адам Міцкевич. — Харків: Дитвидав ЦК ЛКСМУ, 1941. — 120 с.
- Міцкевич Адам. Гражина / Адам Міцкевич. — Київ: Держлітвидав України, 1947. — 35 с.
- Міцкевич Адам. Конрад Валлєнрод: історичне оповідання з литовської і пруської давнини / Адам Міцкевич; Пер. Степан Миколайович Чарнецький. — Львів: З друкарні Ставропігійського інституту, 1923. — 84 с.
- Міцкевич Адам. Лірика: пер. с пол. / Адам Міцкевич; Упоряд., приміт. Г. Д. Вервес. — Київ: Дніпро, 1968. — 215 с. — (Перлини світової лірики).
- Дзяди: поема / А. Міцкевич. — Сімферополь: Таврія, 2003. — Ч. 3 / пер. з пол., передм., прим. В. Гуменюк; наук. ред. Р. Радишевський. — [Б. м.]: [б.в.], 2003. — 194 с. — ISBN 966-572-368-5.
- Адам Міцкевич. Непевність. — Сайт «Буквоїд», жовтень 2022 / Переклала українською Марія Слободяник
- Адам Міцкевич. Дзяди: Поема / Переклад з польської В. Гуменюка. — Тернопіль, Краків : Крок, Instytut Literatury, 2022. — 336 с. — ISBN 978-617-692-710-5; 978-83-67170-83-3.

Кримські сонети
- Адам Міцкевич. Кримські сонети / Крымские сонеты / Sonety Krymskie. Укладач: Л. Кондрашенко; передмова: М. Бажан; художник: О. А. Івахненко. Сімферополь: Таврія, 1977. — 165 с. (Текст польською + переклад українською, російською)
  - (передрук) Адам Міцкевич. Кримські сонети / Крымские сонеты / Sonety Krymskie. Укладач: Л. Кондрашенко; художник: О. А. Івахненко. — Сімферополь: Таврія, 1983. — 160 с. (Текст польською + переклад українською, російською)
- Адам Міцкевич. Кримські сонети: поэзия / А. Міцкевич; пер. з пол., упоряд., передм., комент. та прим. О. Астаф'єва]. — Київ: Lexikon, 2005. — 44 с.
- Адам Міцкевич. Кримські сонети / Пер. з пол. В. Лазарук // Всесвіт. — 2013. — № 11/12. — С. 5-15.
- Адам Міцкевич. Кримські сонети = Sonety Krymskie. — К.: Головна спеціалізована редакція літератури мовами національних меншин України, 1998. — 46 с. — (Перлини світової класики). — ISBN 966-522-021-7. (пол. та укр мовами)
- Міцкевич, Адам. Кримські сонети / А. Міцкевич; худож. Ж. Присяжна. — К.: Етнос, 2004. — 128 с. — (Перлини світової класики). — ISBN 966-522-183-3. (польською, укр., кримськотатар., рос. мовами).
- Адам Міцкевич. Кримські сонети. (Переклад Юлії Лискун) — Камянець-Подільський. — ПП Зволейко, 2018 (польською та українською мовами).
- Адам Міцкевич. Кримські сонети (в перекладі Наталії Горішної). – Харків, ТОВ "Майдан": ж.ХарківLit. – №19. – 2025. – с.317-328. (Перлини світової поезії).

Переклади білоруською
Поема перекладена білоруською мовою Серж Мінскевіч (1999) і Кастусь Цвірка (2001).
- Дзяды (у двух тамах). Адам Міцкевіч. Языки белорусский, польский. Перакладчык Серж Мінскевіч. Менск, 1999. ISBN 985-6530-07-5 — Першы поўны пераклад паэмы на беларускую мову, зроблены ў 1994—1998 гадах і прымеркаваны да 200-годзьдзя Адама Міцкевіча.[20]

## Вшанування пам'яті
- У Львові, Варшаві, Мінську, Одесі, Парижі, Кракові, Івано-Франківську та інших містах встановлений пам'ятник Адамові Міцкевичу. Деякі з них, зокрема, у Тернополі (1895)[21][22] та у Перемишлі (1891) роботи Томаша Дикаса не вціліли, у Збаражі відновили 2015 року[23]
- На честь Міцкевича назвали кратер[en] на Меркурії.
- Свого часу було його погруддя на будівлі Бучацької гімназії.[24]
- У Новогрудку відкритий будинок-музей Адама Міцкевича.
- У Польських Татрах, на шляху до відомого озера Морське Око, розташований водоспад ім. Міцкевича.
- У містах України є вулиця Адама Міцкевича, а також Площа Міцкевича — у Львові та Івано-Франківську.
- 21 грудня 2021 року у місті Київ відкрили меморіальну таблицю Адаму Міцкевичу.[25]

## Галерея

Пам'ятники в світі
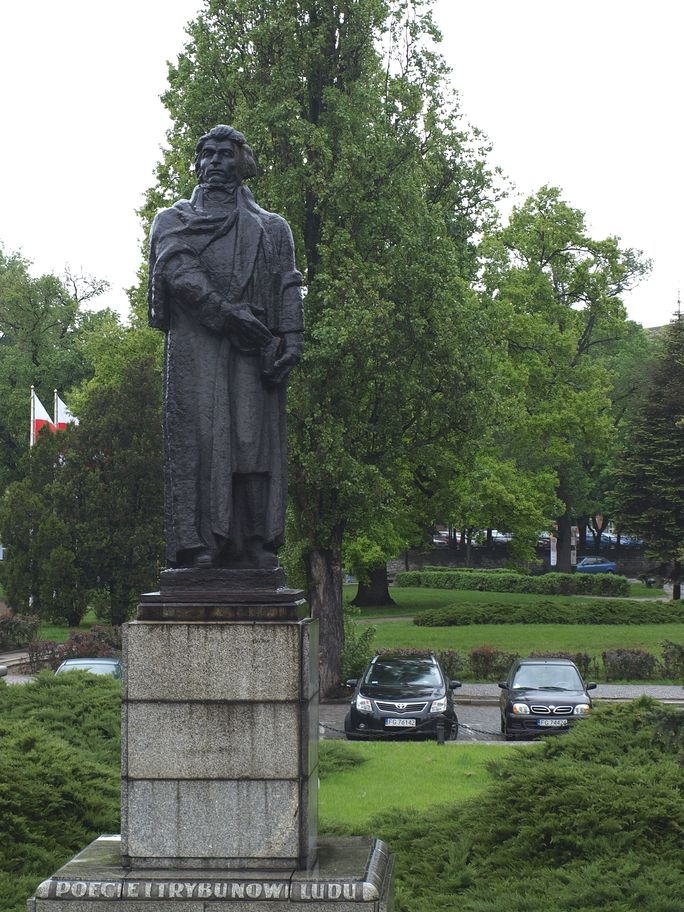
Гожув-Велькопольський (1956 р.)
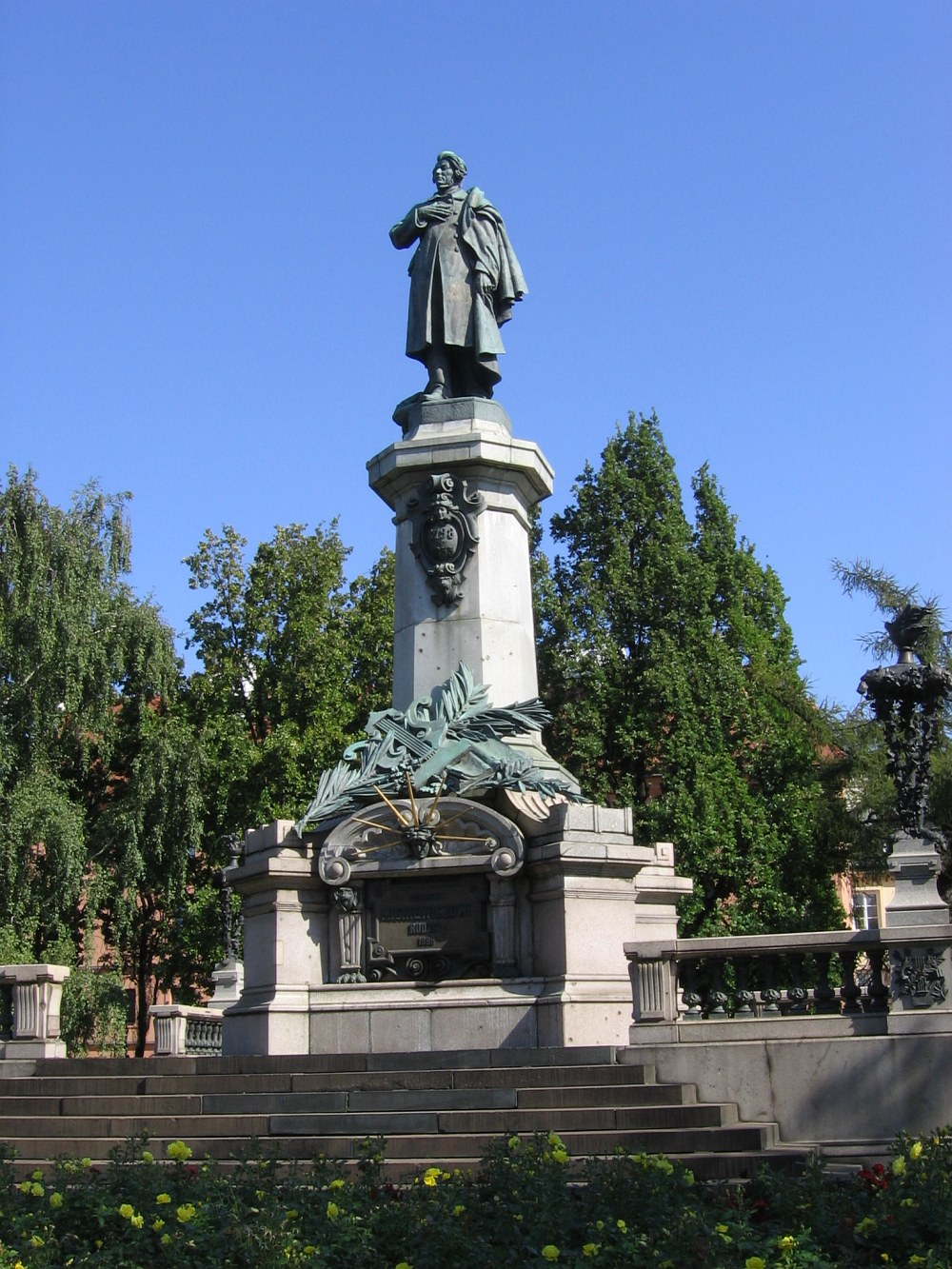
Варшава
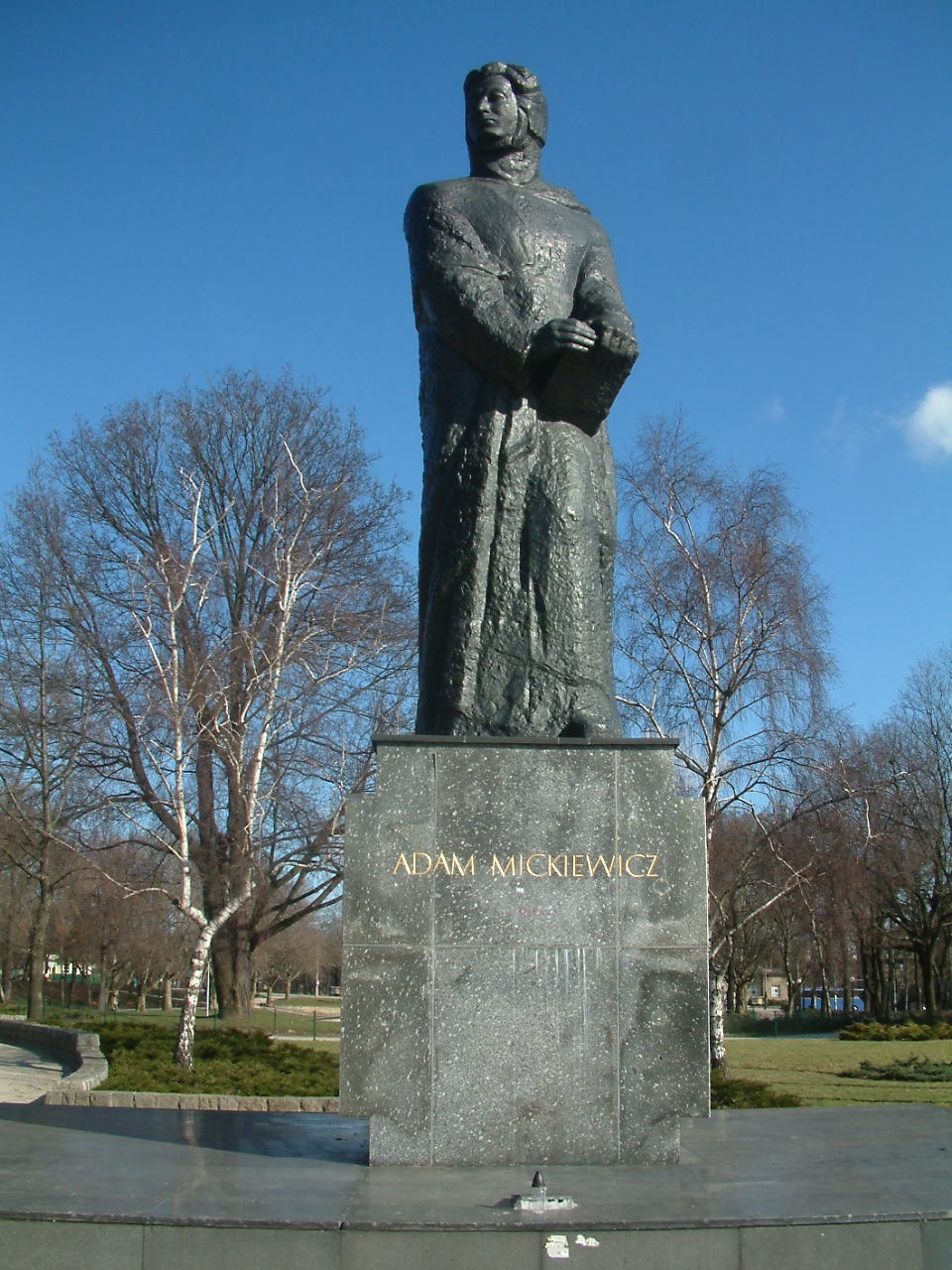
Познань
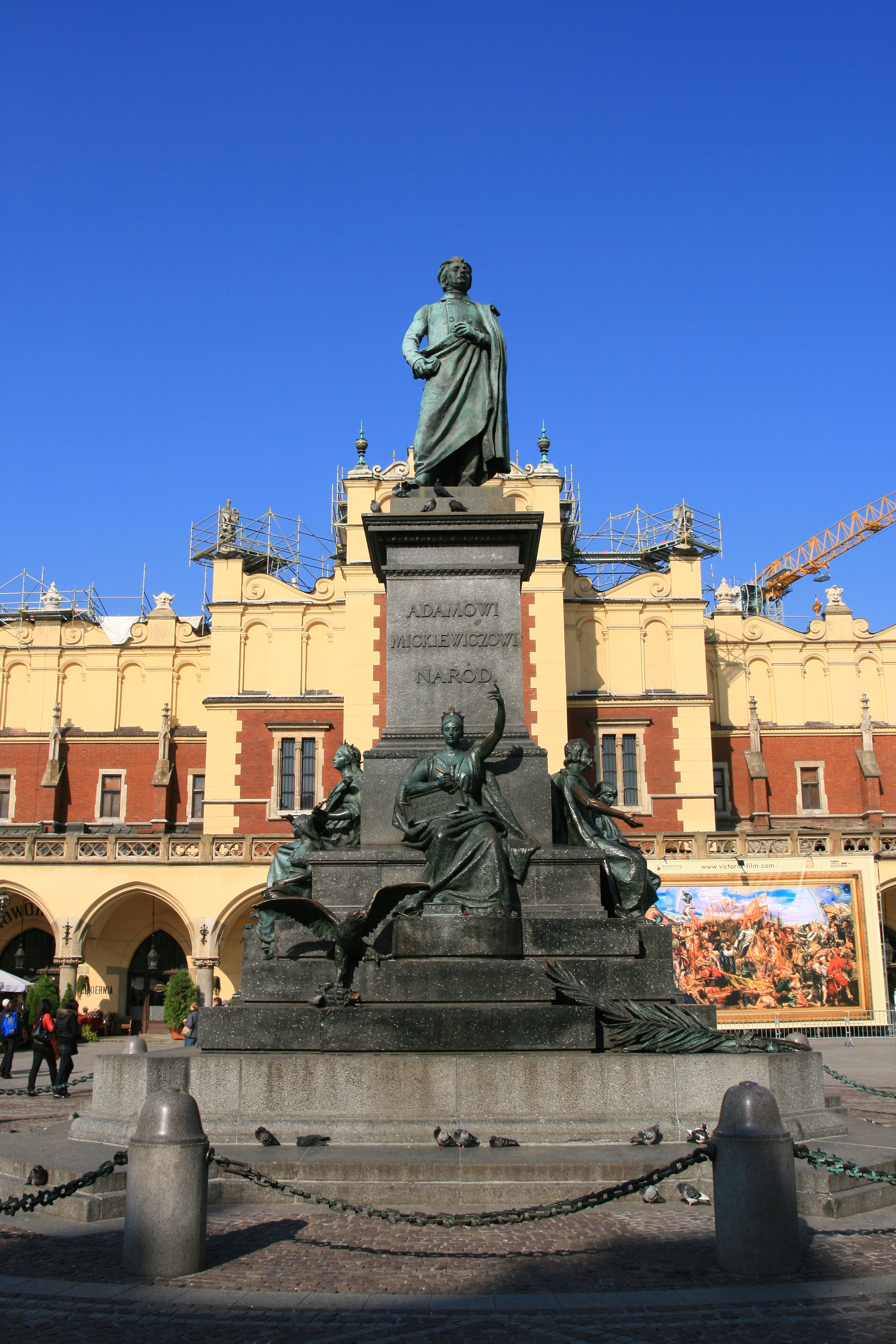
Краків
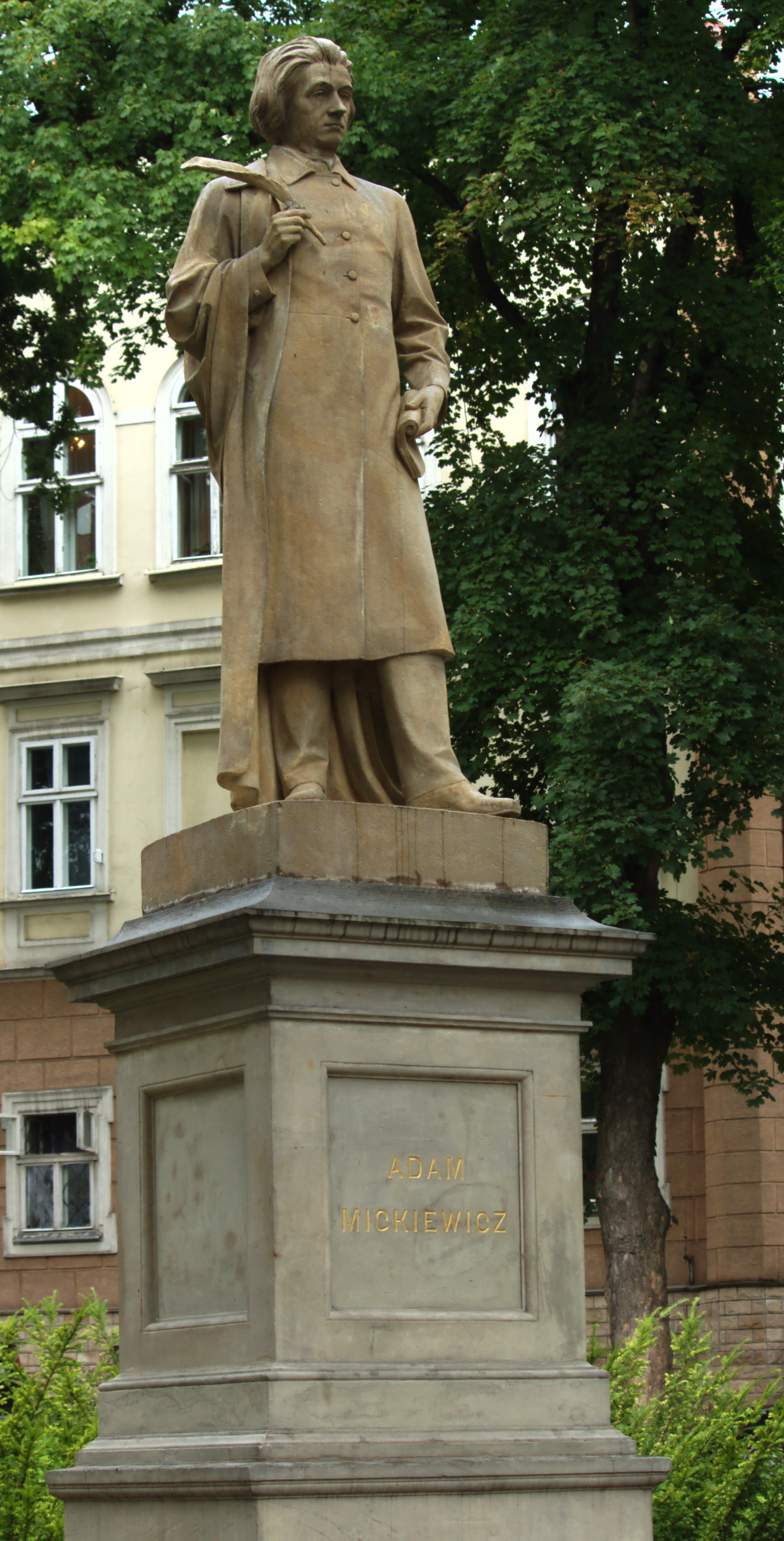
Перемишль
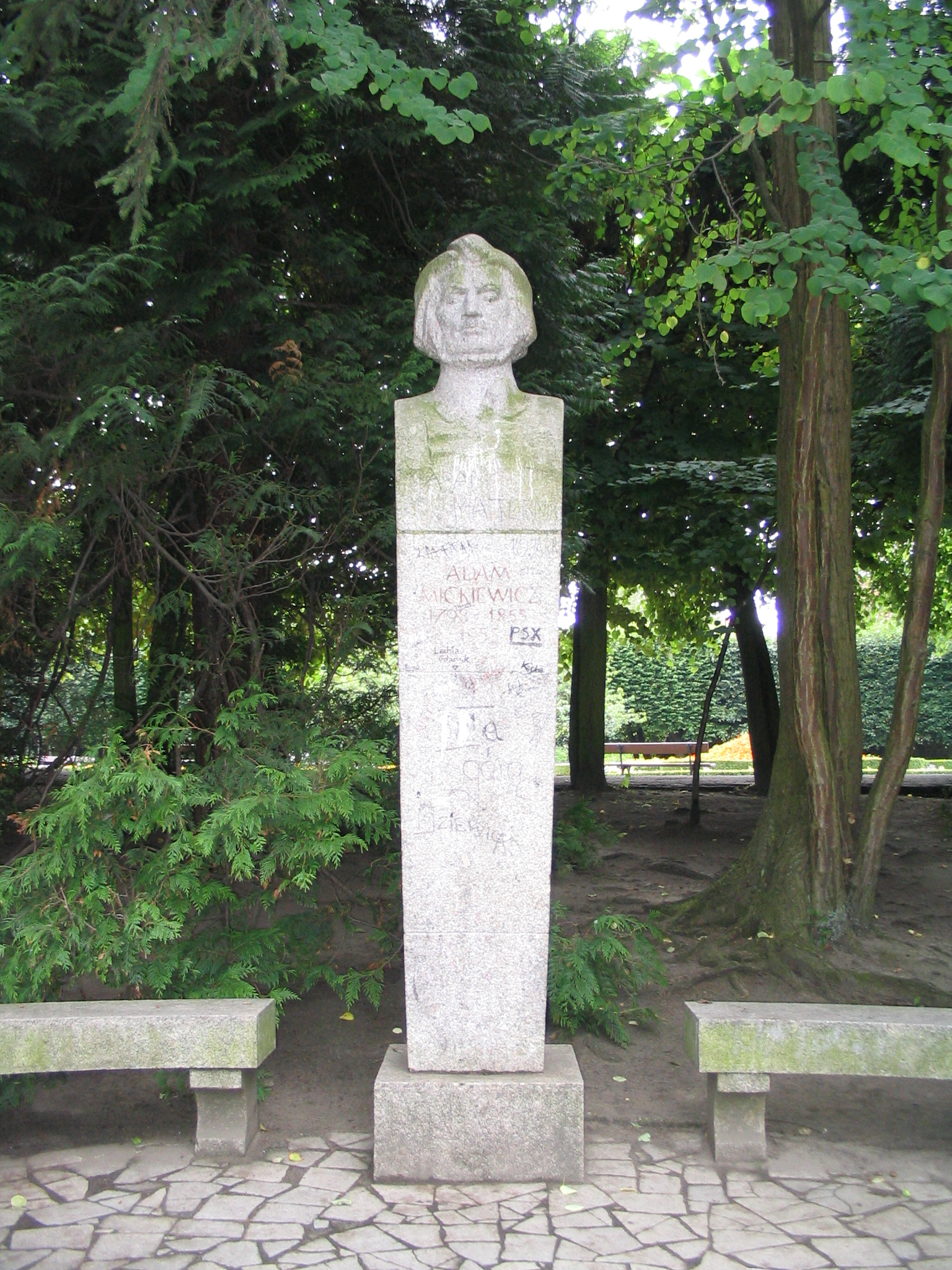
Ґданськ
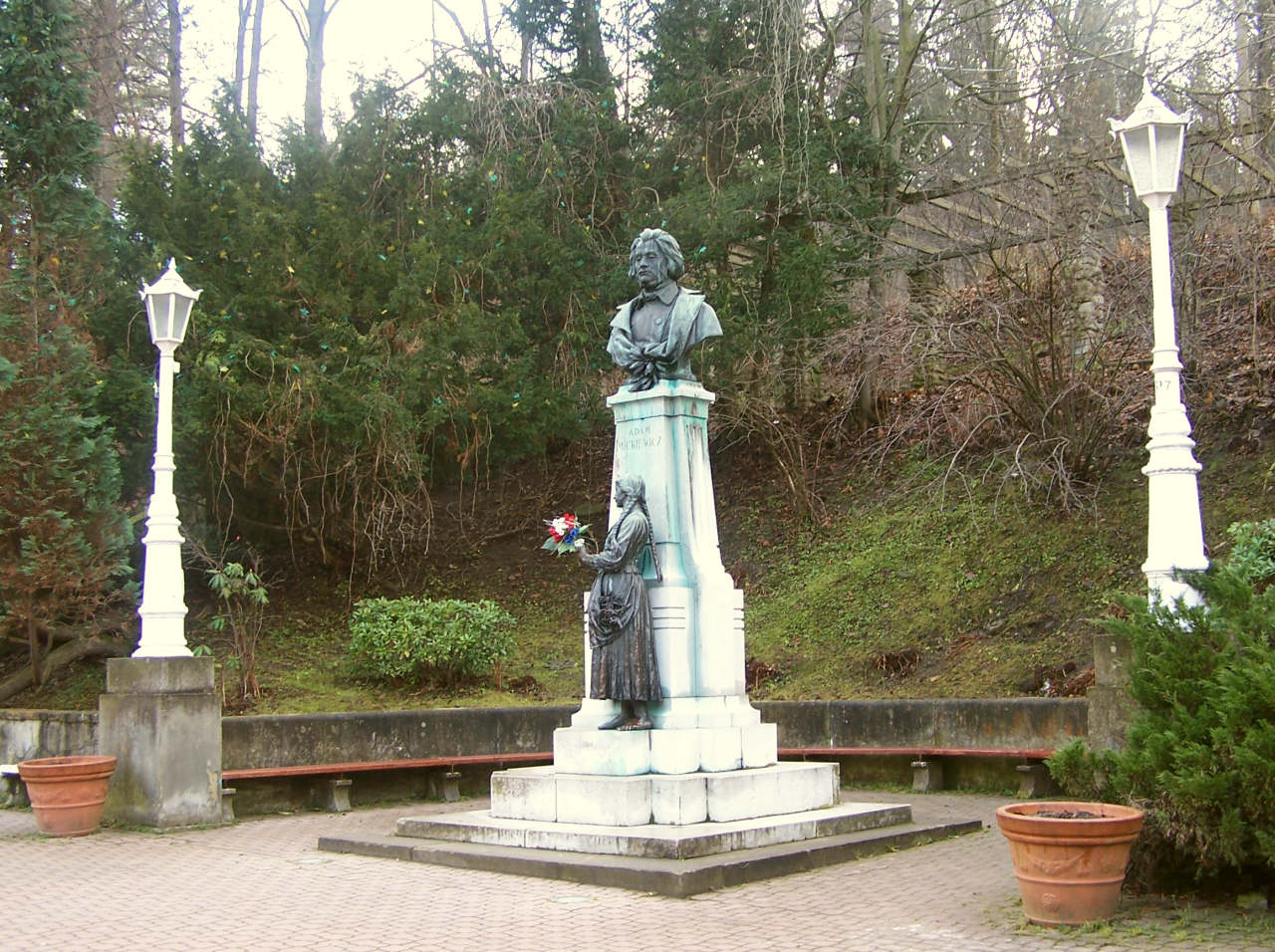
Криниця-Живець
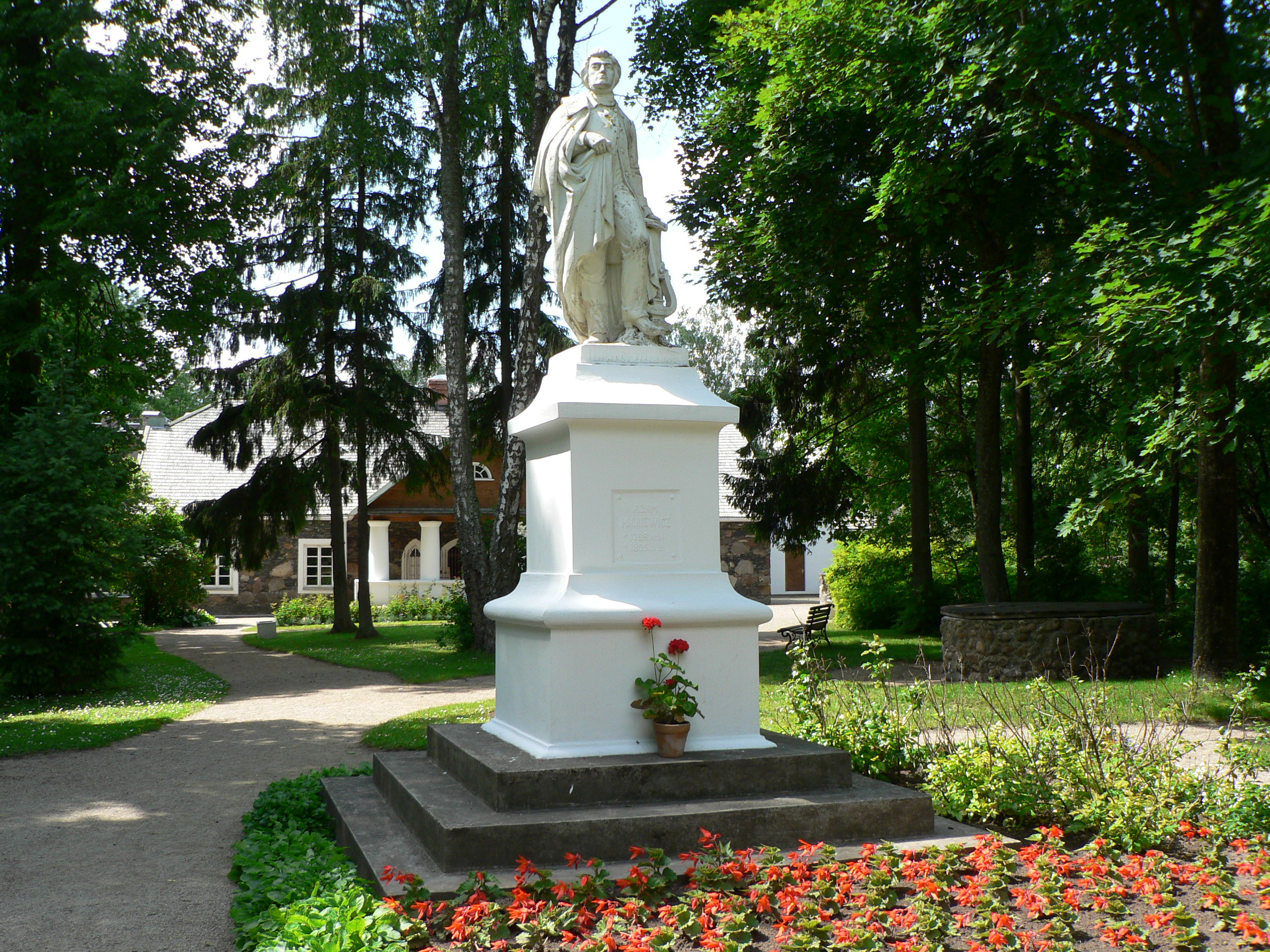
Бурбішкі
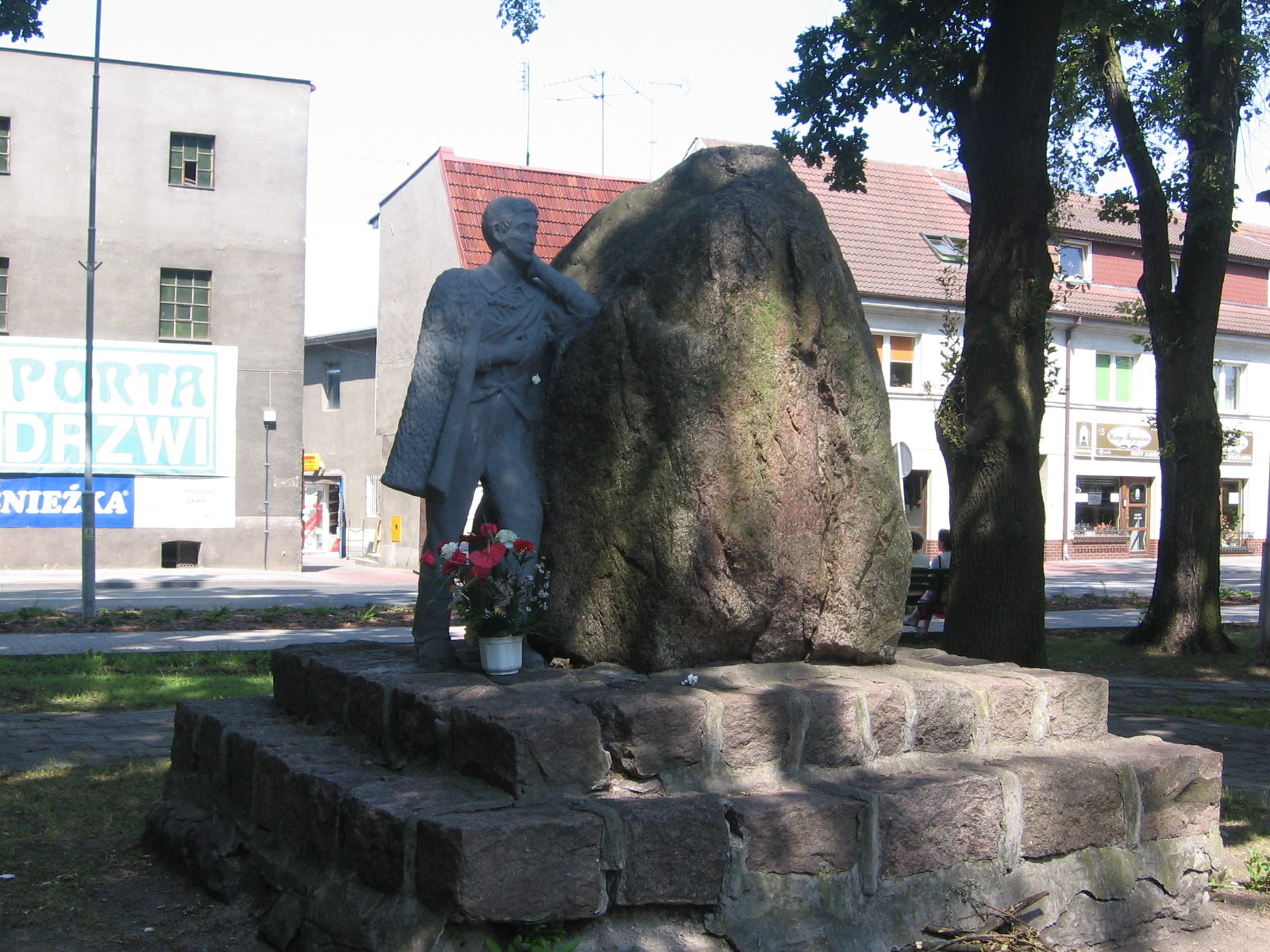
Злотув
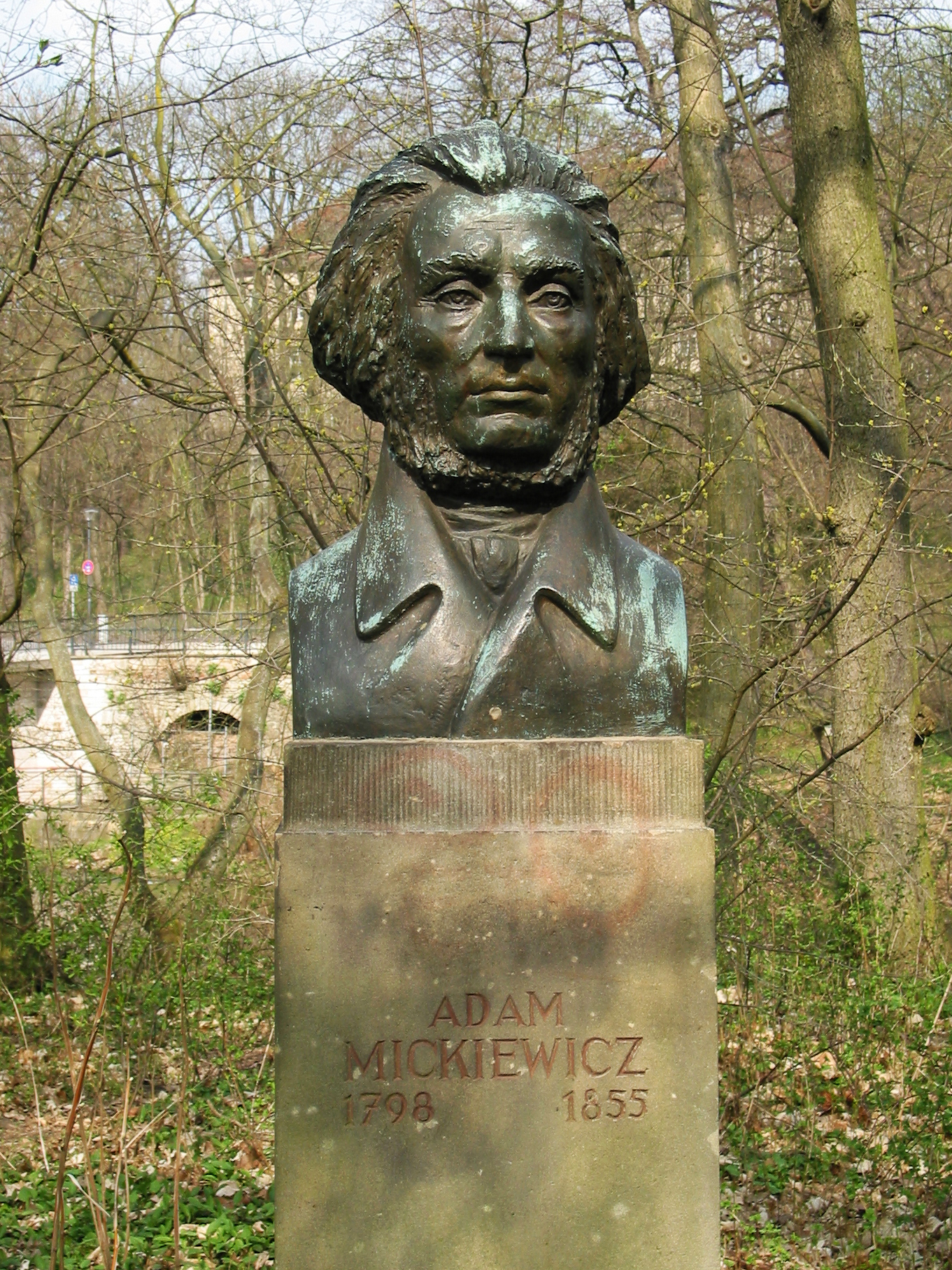
Веймар
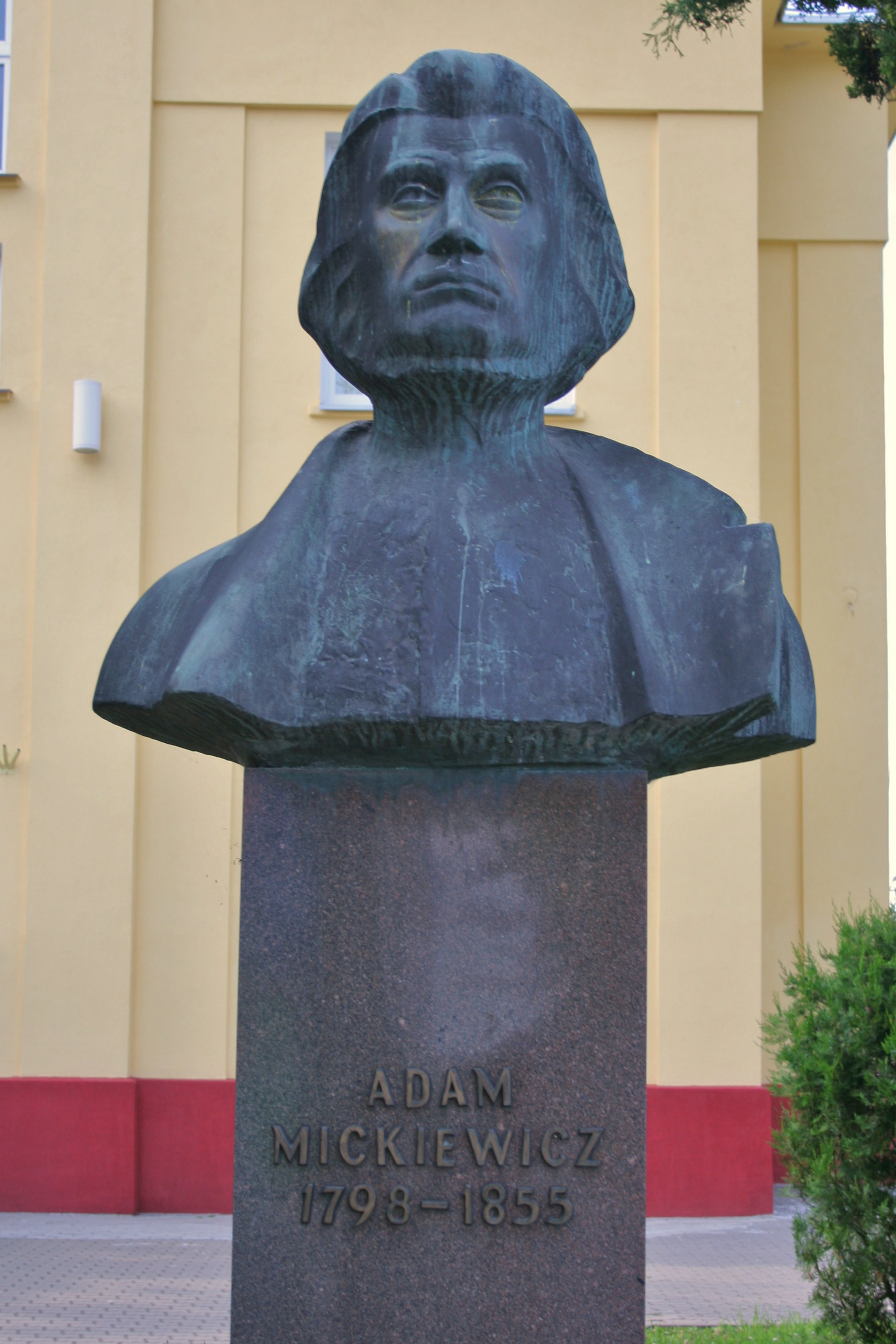
Соколка
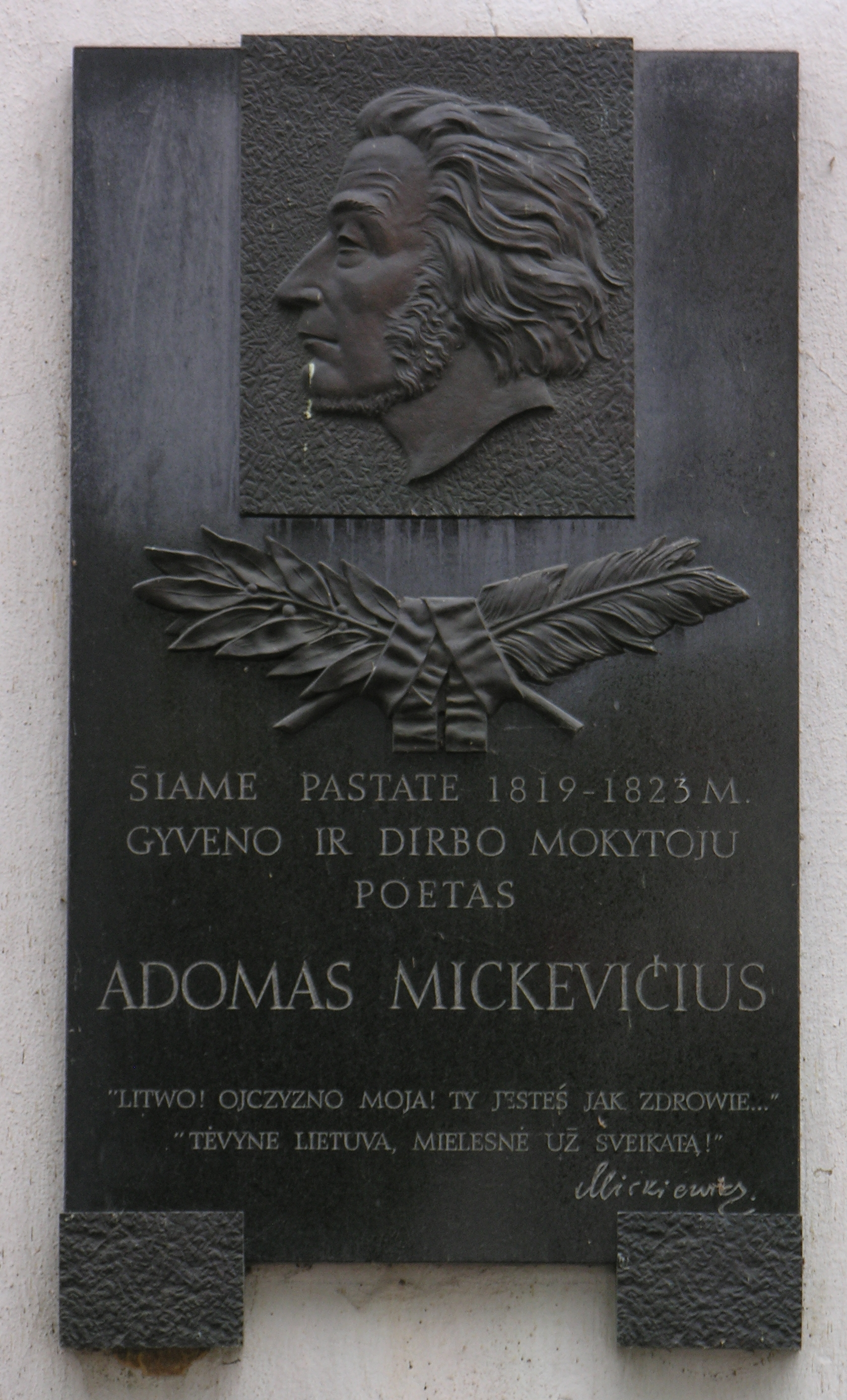
Меморіальна дошка в Каунасі
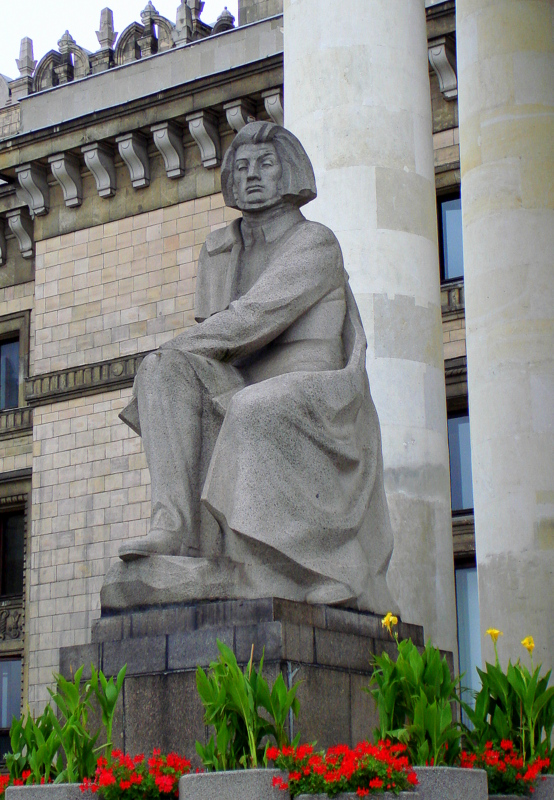
Варшава
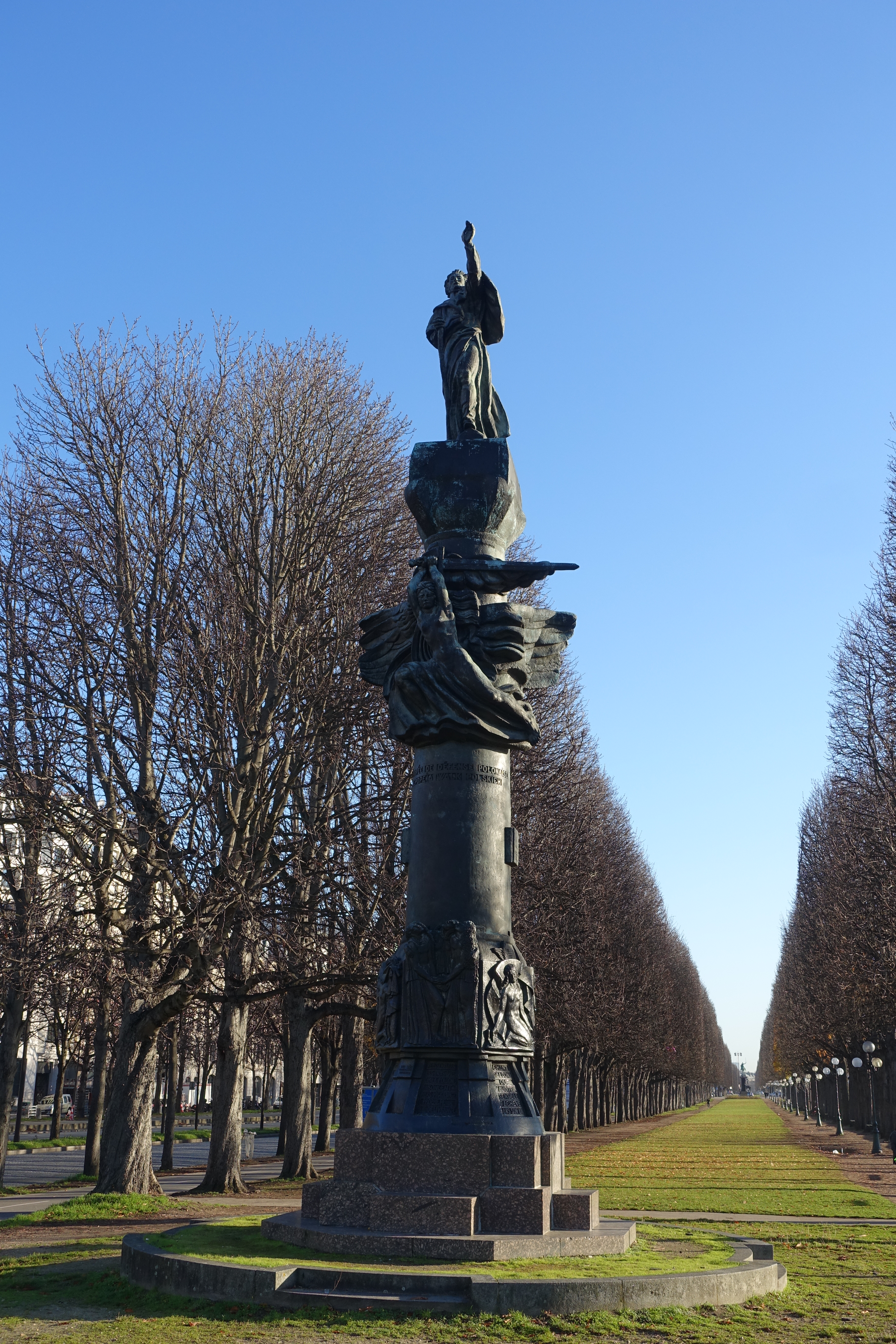
Париж (1929 р.)

Пам'ятники в Україні
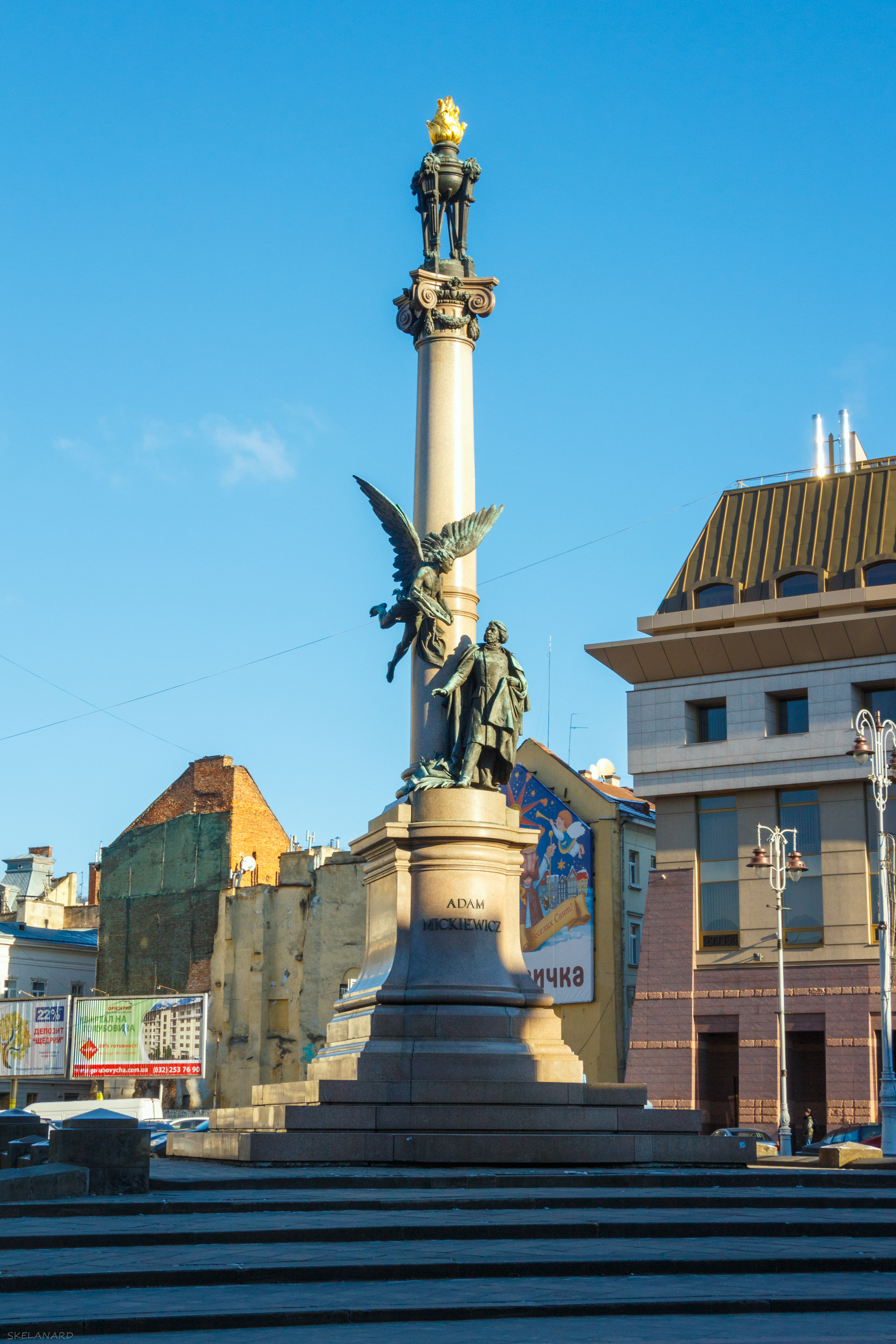
Львів
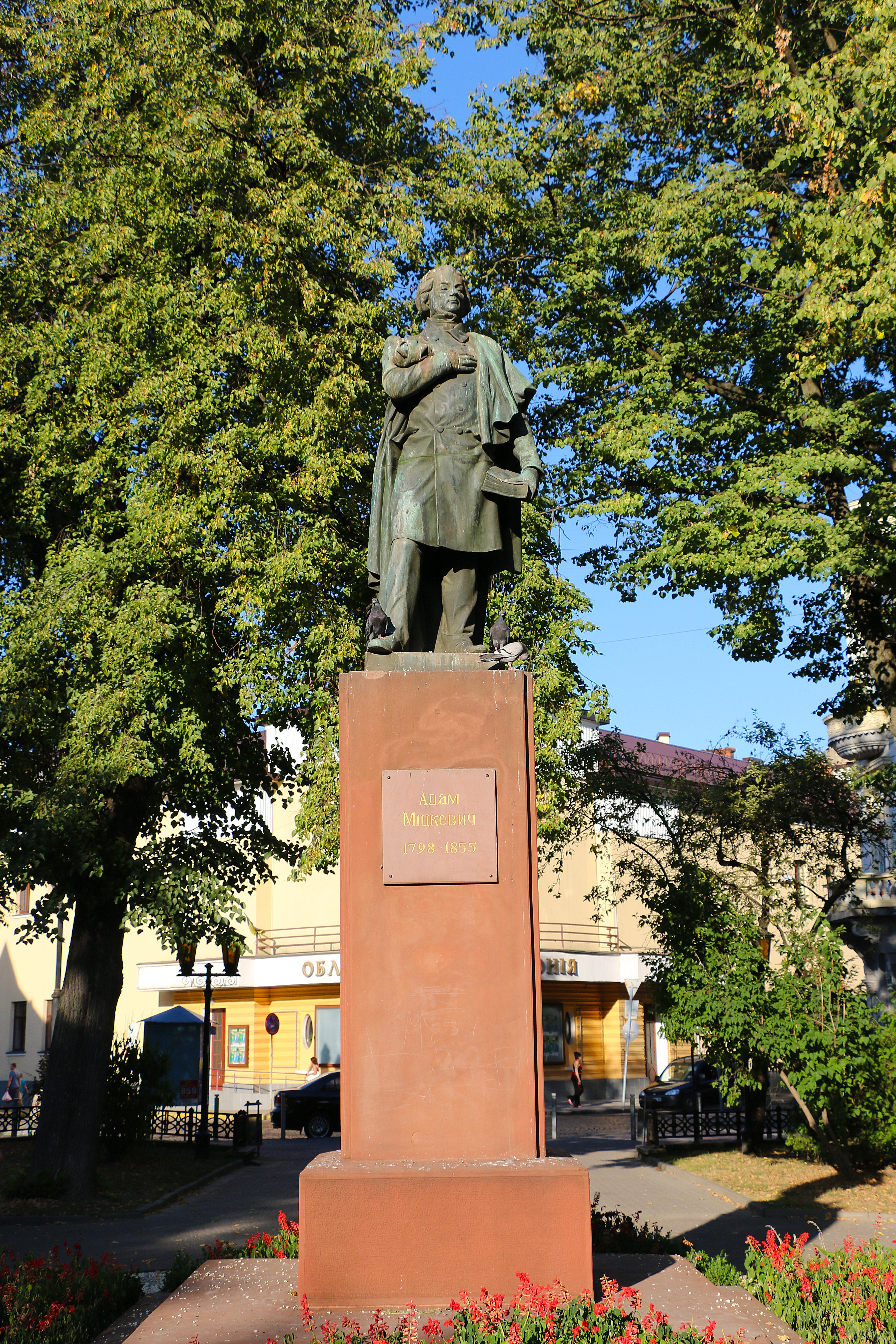
Івано-Франківськ
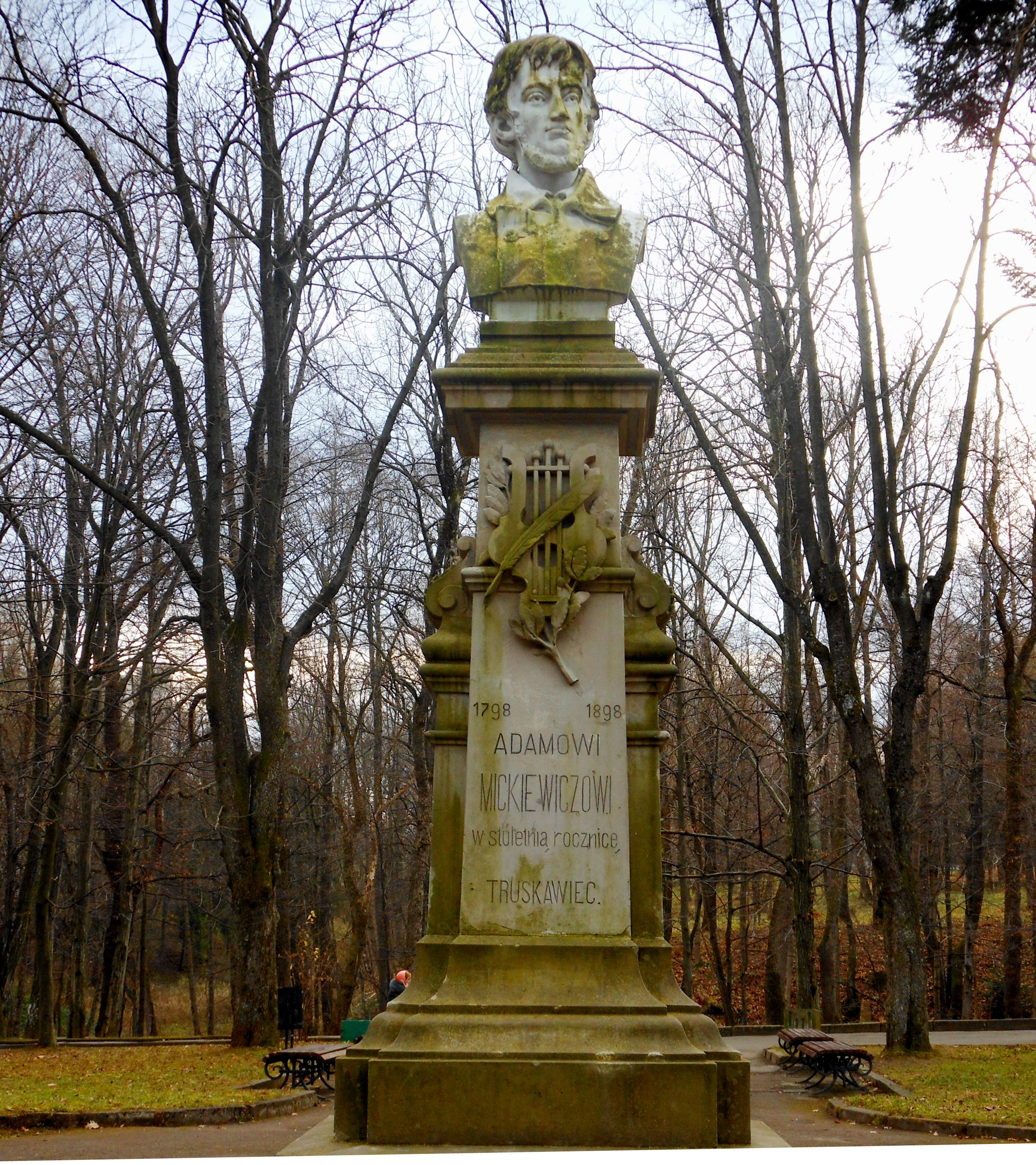
Трускавець
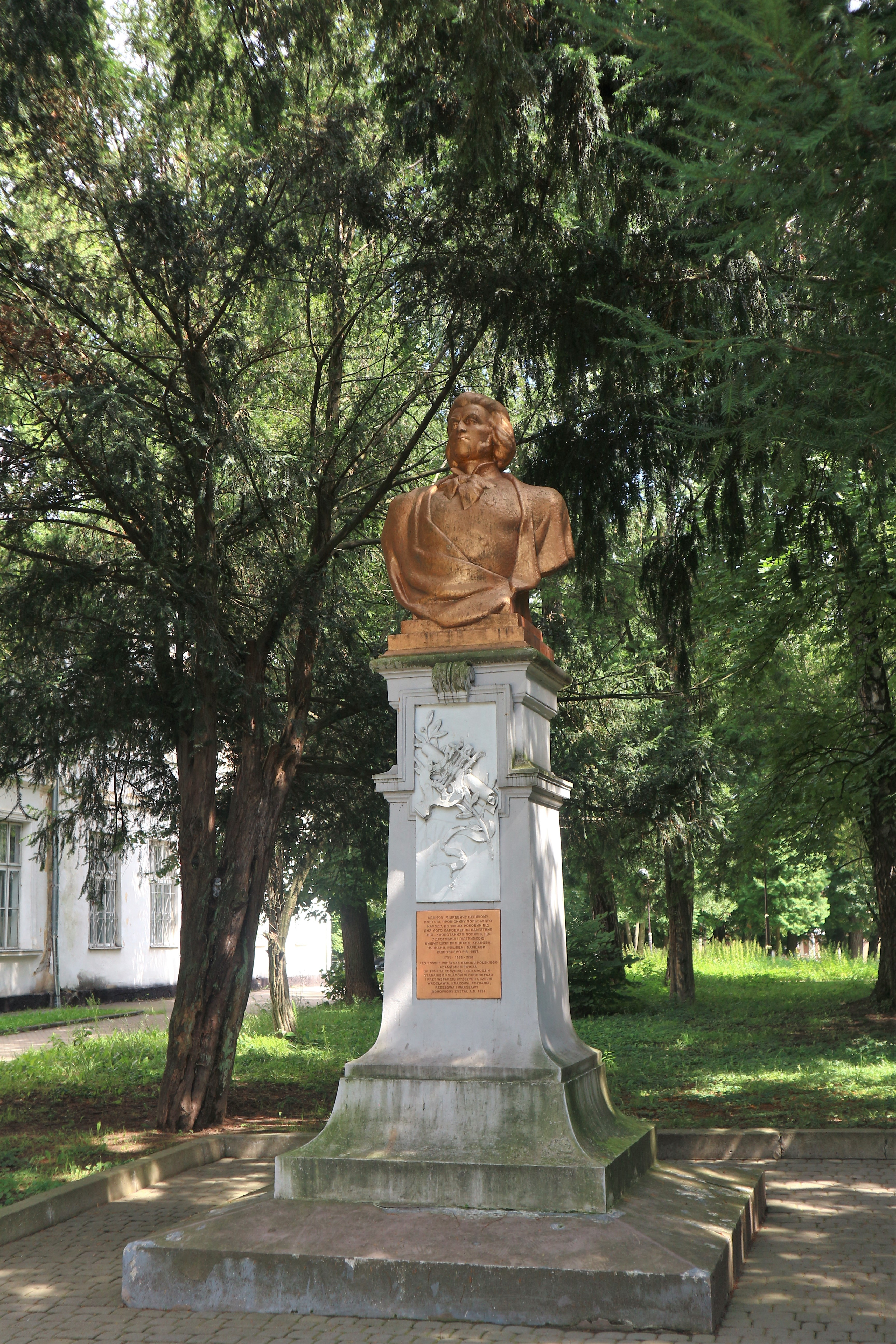
Дрогобич
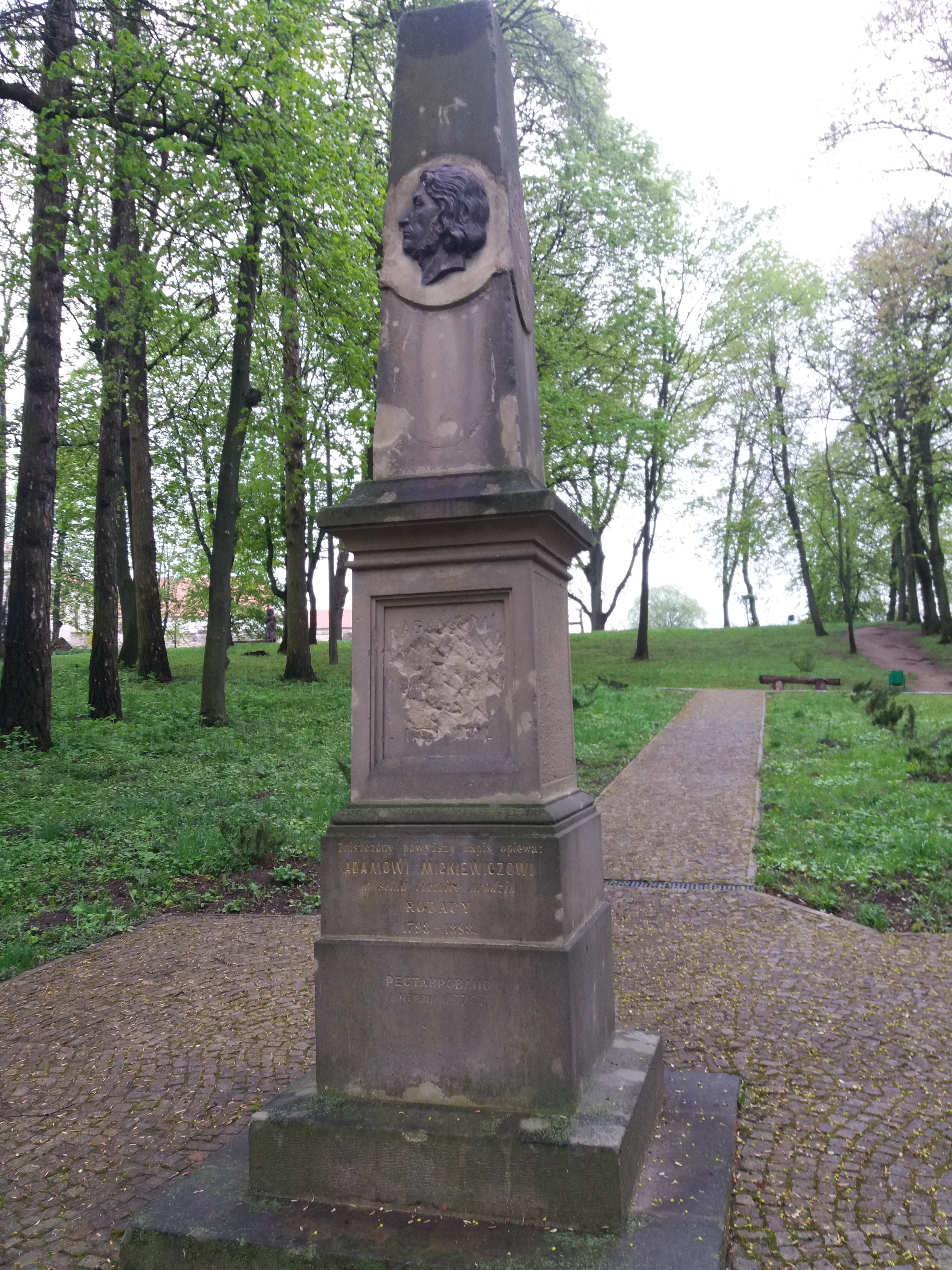
Збараж
Одеса

## Оцінка
Д-р Іван Франко у своїй критичній статті про творчість Міцкевича, опублікованій у віденському щоденнику «Die Zeit», називав його, зокрема, «поетом зради», на що, за словами журналіста краківського тижневика «Nowości Illustrowane», отримав гостру й рішучу відповідь з польського боку